# Grandvillers-aux-Bois
Grandvillers-aux-Bois är en kommun i departementet Oise i regionen Hauts-de-France i norra Frankrike. Kommunen ligger i kantonen Saint-Just-en-Chaussée som tillhör arrondissementet Clermont. År 2022 hade Grandvillers-aux-Bois 300 invånare.

## Befolkningsutveckling
Antalet invånare i kommunen Grandvillers-aux-Bois
| Referens: INSEE |